# Бегендик
Бегендик (на турски: Beğendik) е село в Източна Тракия, Турция, Вилает Одрин. Околия Кешан.

## География
Селото се намира на 8 км северно от Кешан.

## История
Според статистиката на професор Любомир Милетич в 1913 година в Беендикъ живеят 300 гръцки семейства.